# 聖彼得堡大合唱猶太會堂
聖彼得堡大合唱猶太會堂（羅馬化：Sankt-Peterburgskaya Bolshaya Khoralnaya Sinagoga）是歐洲第二大猶太會堂。這座猶太會堂修建於1880年至1888年期間，啟用於1893年12月。

## 歷史

### 獲得建築許可
1870年時，聖彼得堡有約十座猶太人的宗教場所，但並沒有一座能容納全體猶太人社區的宗教場所。應猶太人慈善家約瑟夫·甘茨伯格和聖彼得堡猶太人社區第一任主席塞繆爾·波利亞科夫的請求，沙皇亞歷山大二世在1869年9月1日准許在聖彼得堡建設一座猶太會堂。

### 建築

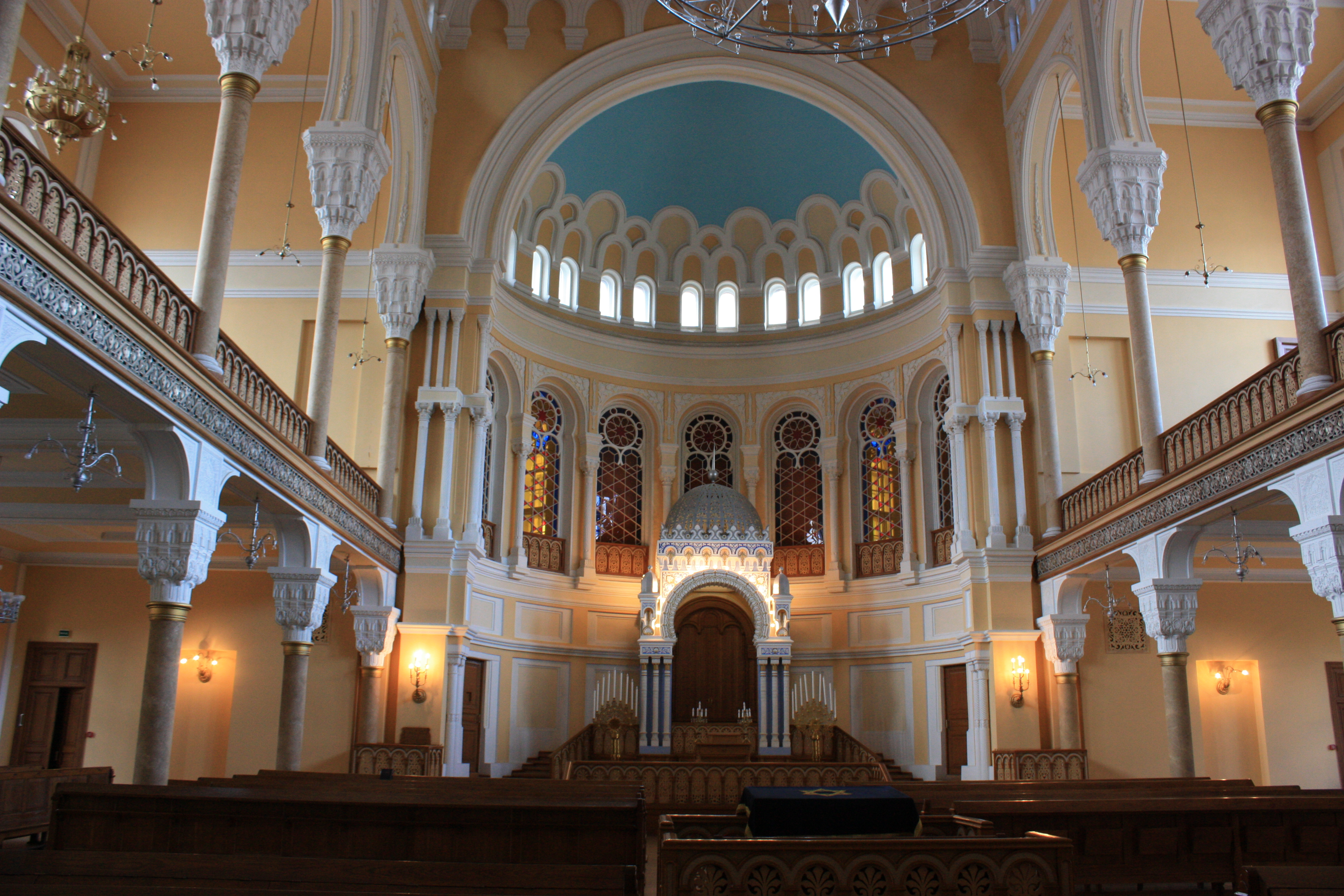
猶太會堂的大廳

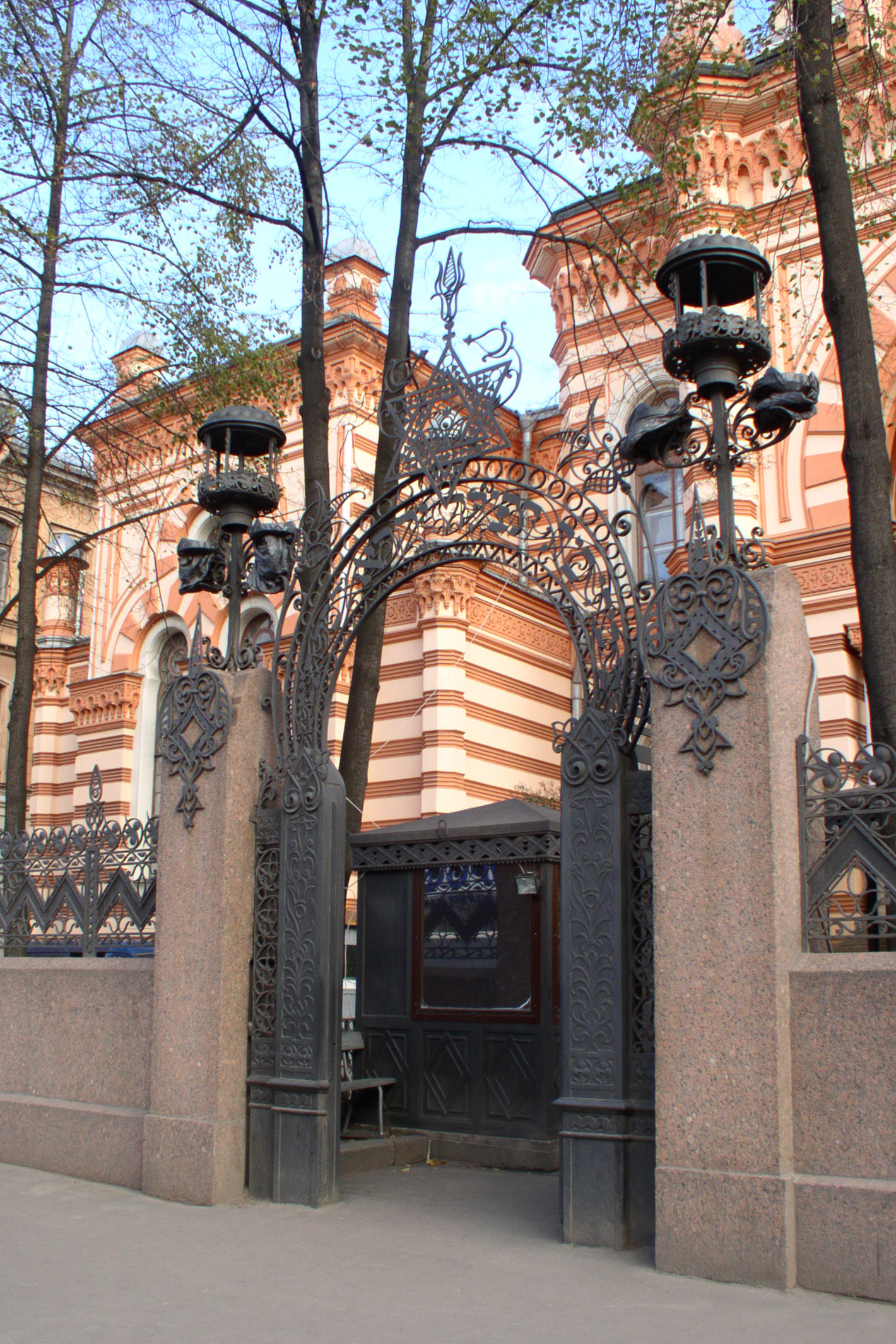
正門

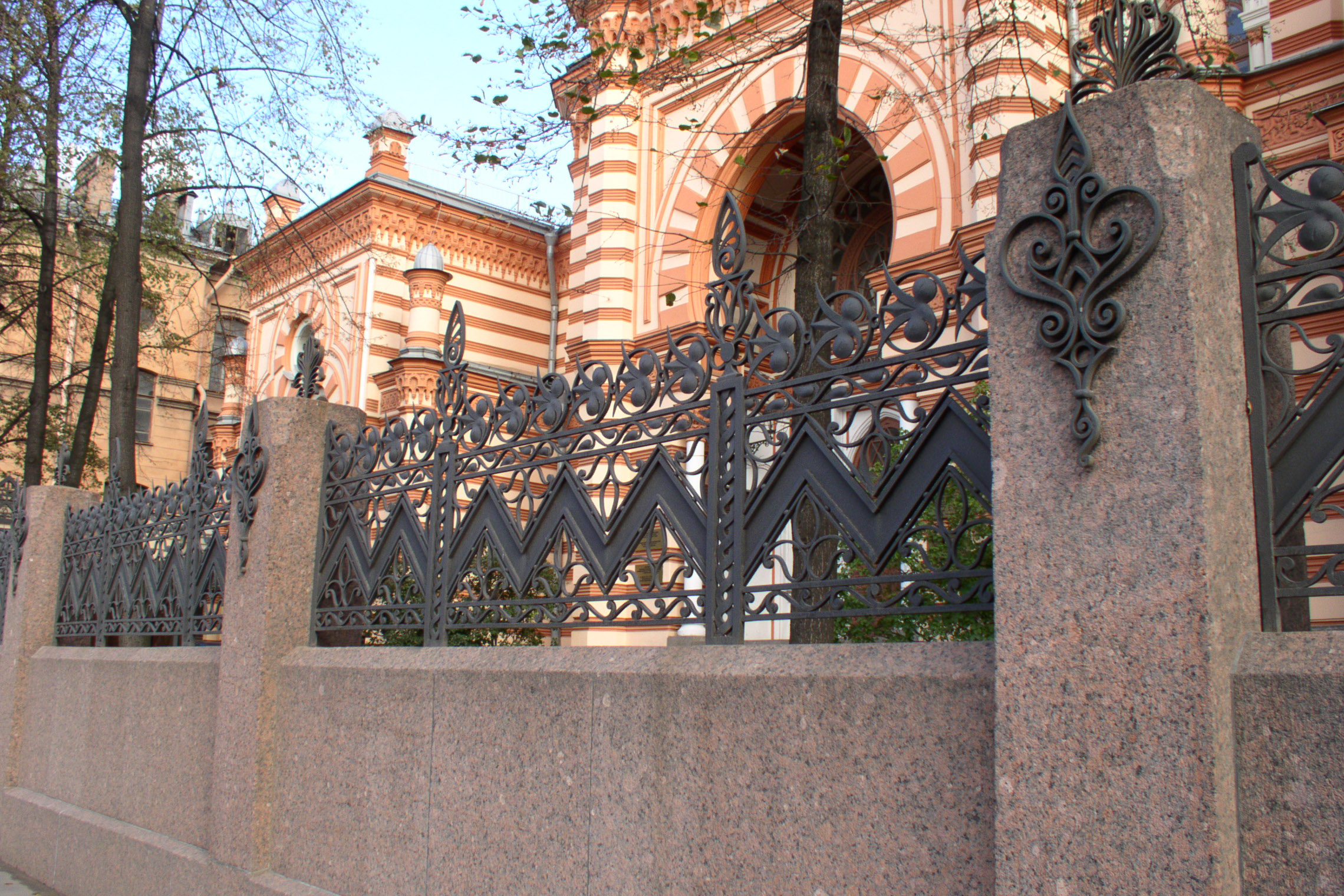
圍牆

聖彼得堡第一座猶太會堂的建築師和顧問選擇了摩爾式風格作為建築外觀，並且部分參考了柏林奧拉寧堡大街新猶太會堂的建築。猶太會堂靠近馬林斯基劇院，其最先公開的部分是於1886年開幕的小猶太會堂。猶太會堂整體則奉獻於1893年。

### 第一次世界大戰
聖彼得堡的猶太人社區於一戰期間在猶太會堂內設立了一個擁有100個床位的醫院，服務所有宗教信徒。會堂附近的葉史瓦建築亦被作為醫療設施使用。

### 蘇聯時期
在1917年十月革命及之後的俄國內戰後，聖彼得堡猶太人社區的眾多成員移民海外，社區規模因此縮小。蘇聯當局此後由格里戈里·季諾維也夫簽署了一項法令，對和猶太會館有關的銀行賬戶進行限制，並且解散了聖彼得堡的猶太人社區。

### 第二次世界大戰
聖彼得堡猶太會堂在1941年至1943年的列寧格勒圍城戰期間被納粹轟炸，但猶太會堂內的醫院仍然維持運營。即使經過列寧格勒衛城鎮和長年的壓迫，列寧格勒的猶太人社區仍維持運作。

## 現在

### 國家地標
現在的聖彼得堡大合唱猶太會堂是一個註冊地標和聯邦重要紀念建築。2000年至2003年，猶太會堂的建築進行了大幅重建。2001年6月26日，在經過重建之後，猶太會堂重新開業。大廳可以容納1,200人。三個側面設有女性畫廊。

### 反猶攻擊
2012年5月5日，猶太會堂的柵欄被塗上了「卐」字標誌。

## 外部連結
- Petersburg's Oldest Historic Synagogue Reopens"
- The Jewish Virtual History Tour: Russia （页面存档备份，存于）
- Grand Choral Synagogue (Saint Petersburg) （页面存档备份，存于）

59°55′30″N 30°17′31″E / 59.925°N 30.292°E